# بیست و سومین دوره کتاب سال جمهوری اسلامی ایران
مراسم بیست و سومین دوره کتاب سال جمهوری اسلامی ایران در بهمن ۱۳۸۴ در تهران برگزار شد.

## آثار منتخب
| دفتر عقل و آیت عشق                                                                   | غلامحسین ابراهیمی دینانی                         |                                                           |                   | طرح نو                                              | ۱۳۸۳ | برگزیده      | فلسفه اسلامی              |
| ایساغوجی (تألیف فرفوریوس) و مقولات (تصنیف ارسطو)                                     |                                                  |                                                           |                   | مرکز نشر دانشگاهی                                   | ۱۳۸۳ | برگزیده      | فلسفه غرب                 |
| تسنیم (تفسیر قرآن کریم)                                                              | جوادی آملی                                       |                                                           |                   | مرکز نشر اسراء                                      | ۱۳۸۳ | برگزیده      | علوم قرآنی                |
| بررسی تاریخی قصص قرآن                                                                | محمد بیومی مهران                                 | سیدمحمد راستگو و مسعود انصاری                             |                   | علمی و فرهنگی                                       | ۱۳۸۳ | برگزیده      | علوم قرآنی                |
| راهنمای زبان‌های ایرانی                                                               | رودیگر اشمیت (ویراستار)                          | آرمان بختیاری، عسکر بهرامی، حسن رضایی، نگین صالحی نیا     |                   | ققنوس                                               | ۱۳۸۳ | برگزیده      |                           |
| نحو هندی و نحو عربی (همانندی در تعریفات، اصطلاحات و طرح قواعد)                       | فتح‌الله مجتبائی                                  |                                                           |                   | نشر کارنامه                                         | ۱۳۸۳ | برگزیده      |                           |
| منطق ریاضی                                                                           | محمد اردشیر                                      |                                                           |                   | هرمس                                                | ۱۳۸۳ | برگزیده      |                           |
| فیزیولوژی برن و لوی                                                                  | رابرت برن و دیگران                               | محمدرضا بیگدلی تحت نظارت احمد رستمی                       |                   | تیمورزاده، طبیب                                     | ۱۳۸۳ | برگزیده      | پزشکی                     |
| زیست فراهمی مواد مغذی در حیوانات، اسیدهای آمینه، مواد معدنی و ویتامین‌ها              | کلارنس بی آرمان، دیوید اچ بیکر، اوستین جی. لوییس | محمود شیوازاد و علیرضا صیداوی                             |                   | دانشگاه تهران، مؤسسه انتشارات و چاپ                 | ۱۳۸۳ | برگزیده      | دامپزشکی                  |
| کشف المحجوب                                                                          | علی بن عثمان هجویری                              |                                                           | محمود عابدی       | سروش                                                | ۱۳۸۳ | برگزیده      | متون قدیم                 |
| مفرج الکروب فی اخبار بنی ایوب، تاریخ ایوبیان                                         | جمال الدین واصل                                  | پرویز اتابکی                                              | جمال الدین الشیال | علمی و فرهنگی                                       | ۱۳۸۳ | برگزیده      |                           |
| قدم یازدهم                                                                           | سوسن طاقدیس                                      |                                                           |                   | کانون پرورش فکری کودکان و نوجوانان                  | ۱۳۸۳ | برگزیده      | داستان تألیفی             |
| پارسیان و من: کاخ اژدها                                                              | آرمان آرین                                       |                                                           |                   | موج                                                 | ۱۳۸۳ | برگزیده      | داستان تألیفی             |
| راز گمشده خاور                                                                       | عبدالمجید نجفی                                   |                                                           |                   | سوره مهر                                            | ۱۳۸۳ | برگزیده      | داستان تألیفی             |
| ماجراهای حسابی (سرگذشت پیدایش اعداد)                                                 | امید وهابی املش                                  |                                                           |                   | نشر کتاب مرجع، کتاب طاووس                           | ۱۳۸۳ | برگزیده      | داستان تألیفی             |
| متافیزیک چیست؟                                                                       | مارتین هایدگر                                    | سیاوش جمادی                                               |                   | ققنوس                                               | ۱۳۸۳ | شایسته تقدیر | فلسفه غرب                 |
| موسوعه زیارات المعصومین                                                              | مؤسسه امام هادی (ع)                              |                                                           |                   | مؤسسه امام هادی (ع)                                 | ۱۳۸۳ | شایسته تقدیر | حدیث                      |
| حجه الوداع رواها اهل البیت (ع) ویلیها میزات الحج الجاهلی                             | حسین واثقی                                       |                                                           |                   | مرکز فقه ائمه اطهار                                 | ۱۳۸۳ | شایسته تقدیر | حدیث                      |
| حکم الارجل فی الوضوء                                                                 | گوزل الامدی                                      |                                                           |                   | دلیل ما                                             | ۱۳۸۳ | شایسته تقدیر | فقه و اصول                |
| الولایه الالهیه                                                                      | محمد مؤمن                                        |                                                           |                   | جامعه مدرسین حوزه علمیه قم                          | ۱۳۸۳ | شایسته تقدیر | کلام                      |
| مکانیک کوانتومی                                                                      | کلود کوهن-تانوجی، برنارد دیو، فرانک لالوئه       | محمدفرهاد رحیمی                                           |                   | مرکز نشر دانشگاهی                                   | ۱۳۸۳ | شایسته تقدیر | فیزیک                     |
| زیست‌شناسی                                                                            | پیتر اج ریون، جورج بی جانسون                     | هیئت مترجمان                                              |                   | مرکز نشر دانشگاهی                                   | ۱۳۸۳ | شایسته تقدیر | زیست‌شناسی                 |
| درختان و درختچه‌های ایران                                                             | ولی‌الله مظفریان                                  |                                                           |                   | فرهنگ معاصر                                         | ۱۳۸۳ | شایسته تقدیر | زیست‌شناسی                 |
| آتشفشان‌ها و رخساره‌های آتشفشانی                                                       | علی درویش زاده                                   |                                                           |                   | دانشگاه تهران، مؤسسه انتشارات و چاپ                 | ۱۳۸۳ | شایسته تقدیر | زمین‌شناسی                 |
| بیماری هاری                                                                          | سوسن سلیمانی                                     |                                                           |                   | انستیتو پاستور ایران                                | ۱۳۸۳ | شایسته تقدیر | علوم پزشکی                |
| کتاب جامع بهداشت عمومی                                                               | حسین خاتمی و …                                   |                                                           |                   | ارجمند                                              | ۱۳۸۳ | شایسته تقدیر | علوم پزشکی                |
| میکروب‌شناسی پزشکی جاوتز                                                              | زتو. ف. بروکس، ژانت س. هوتل، استفان آ. مورس      | محسن ارجمند و عبدالحسین ستوده نیا زیر نظر پرویز مالک نژاد |                   | نسل فردا                                            | ۱۳۸۳ | شایسته تقدیر | علوم پزشکی                |
| بیماری‌های گوش (دام‌های کوچک)                                                          | لویی ان. گوتهلف و همکاران                        | محمدعلی راد                                               |                   | دانشگاه تهران، مؤسسه انتشارات و چاپ                 | ۱۳۸۳ | شایسته تقدیر | علوم پزشکی                |
| تغییر شکل و مکانیک شکست مواد و آلیاژهای مهندسی                                       | ریچارد دبیلو، هرتزبرگ                            | علی اکبر اکرامی                                           |                   | دانشگاه صنعتی شریف، مؤسسه انتشارات علمی             | ۱۳۸۳ | شایسته تقدیر | مواد و معدن               |
| کنترل و دینامیک سیستم                                                                | ارونین اومز                                      | مصطفی غیور و حشمت الله محمد خانلو                         |                   | دانش پژوهان برین، انتشارات ارکان                    | ۱۳۸۳ | شایسته تقدیر | مهندسی مکانیک             |
| ترنم آب در گذر زمان: مروری بر سازه‌های اّبی ایران زمین از گذشته‌های دور تا به امروز     | بیژن فرهنگی                                      | نوشاد سهیلی و باقر ذهبیون (ترجمه انگلیسی)                 |                   | وزارت نیرو-کمیته ملی سدهای بزرگ ایران               | ۱۳۸۳ | شایسته تقدیر | مهندسی عمران              |
| مایکوتوکسین‌ها در کشاورزی و مواد غذایی                                                | کوشال کی، سینها و دیپاک بهاتناگر                 | سیداحمد علومی                                             |                   |                                                     | ۱۳۸۳ | شایسته تقدیر | کشاورزی                   |
| فیزیک خاک                                                                            | امین علیزاده                                     |                                                           |                   | دانشگاه امام رضا (ع)                                | ۱۳۸۳ | شایسته تقدیر | کشاورزی                   |
| نگاهی به مبانی معماری از فرم تا مکان                                                 | پی یرفون مایس                                    | سیمون آیوازیان                                            |                   | دانشگاه تهران، مؤسسه انتشارات و چاپ                 | ۱۳۸۳ | شایسته تقدیر | معماری                    |
| سنت و تحولی در موسیقی ایرانی                                                         | ژان دورینگ                                       | سوادبه فضائلی                                             |                   | توس                                                 | ۱۳۸۳ | شایسته تقدیر | موسیقی                    |
| نوشداری طرح ژنریک                                                                    | سید حسن حسینی                                    |                                                           |                   | سوره مهر                                            | ۱۳۸۳ | شایسته تقدیر | شعر معاصر                 |
| چین کلاغ                                                                             | مرتضی امیری اسفندقه                              |                                                           |                   | لوح زرین                                            | ۱۳۸۳ | شایسته تقدیر | شعر معاصر                 |
| عصرانه در باغ رصدخانه                                                                | مفتون امینی                                      |                                                           |                   | نگاه                                                | ۱۳۸۳ | شایسته تقدیر | شعر معاصر                 |
| گنجینه سکه‌های نیشابور مکشوفه در شهر ری                                               | عبدالله قوچانی                                   |                                                           |                   | سازمان میراث فرهنگی و گردشگری، پژوهشکده زبان و گویش | ۱۳۸۳ | شایسته تقدیر | باستان‌شناسی               |
| همراه با قرآن                                                                        | سید حمید علم الهدی                               |                                                           |                   | هویزه                                               | ۱۳۸۳ | شایسته تقدیر | دین، نوجوان               |
| بازی با انگشت‌ها                                                                      | مصطفی رحماندوست                                  |                                                           |                   | کانون پرورش فکری کودکان و نوجوانان                  | ۱۳۸۳ | شایسته تقدیر | شعر، کودک                 |
| از این طرف لطفاً فقط هیس                                                              | ناصر کشاورزی                                     |                                                           |                   | شرکت به نشر، کتاب‌های پروانه                         | ۱۳۸۳ | شایسته تقدیر | شعر، نوجوان               |
| قصه‌های خرس کوچولو و خرس بزرگ                                                         | مارتین وادل                                      | رضی هیرمندی                                               |                   | افق، کتابهای فندق                                   | ۱۳۸۳ | شایسته تقدیر | داستان ترجمه، کودک        |
| مجموعه رمان‌های روون پسری از رین، روون و کولی‌ها، روون و نگهبان کریستال، روون و زباک‌ها | امیلی رودا                                       | نسرین وکیلی                                               |                   | افق                                                 | ۱۳۸۳ | شایسته تقدیر | داستان ترجمه، نوجوان      |
| دریچه‌هایی رو به بهشت                                                                 | هادی سیف                                         |                                                           |                   | کانون پرورش فکری کودکان و نوجوانان                  | ۱۳۸۳ | شایسته تقدیر | علوم انسانی و هنر، نوجوان |